# Chaba-Pyramide
Die Chaba-Pyramide (auch Schichtpyramide des Chaba und Schicht-Pyramide von Saujet el-Arjan genannt, oft auch englisch als Layer Pyramid bezeichnet) ist eine altägyptische Grabpyramide, die sich in der Nekropole von Saujet el-Arjan in Ägypten befindet. Einheimische nennen sie il-haram il-midawwar (arab. für „Schutthügel-Pyramide“).
Der Bauherr der Chaba-Pyramide ist unbekannt, da ihre Grabarchitektur aber jener der Pyramide des Königs (Pharao) Sechemchet sehr ähnlich ist, wird sie übereinstimmend in die 3. Dynastie Ägyptens (Epoche des Alten Reiches) datiert. Die Chaba-Pyramide wurde zu Beginn des 20. Jahrhunderts ausgegraben, jedoch konnten keine Artefakte oder Überreste eines Begräbnisses geborgen werden. Aus diesem Grund wird innerhalb der heutigen Forschung diskutiert, ob das Bauwerk unfertig zurückgelassen wurde, oder ob der Bauherr vorzeitig verstarb und anderswo seine letzte Ruhestätte fand. Weil einige Ägyptologen König Chaba hinter dem Monument vermuten, wird die Schicht-Pyramide gemeinhin Chaba-Pyramide oder Schichtpyramide des Chaba genannt.

## Erforschung und Ausgrabungsgeschichte
Die Chaba-Pyramide und ihre nähere Umgebung wurden erstmals um 1839 von dem britischen Ägyptologen und Anthropologen John Shae Perring untersucht. Im Jahre 1840 wurde die Pyramide von dem deutschen Forscher Karl Richard Lepsius als solche erkannt und in seiner Pyramidenliste als Pyramide XIV katalogisiert. Um 1886, suchte der französische Ägyptologe Gaston Maspero erfolglos nach dem Eingang zur Pyramide. Dieser wurde 1896 von dem (ebenfalls französischen) Archäologen Jacques de Morgan entdeckt. De Morgan legte die ersten wenigen Stufen zum unterirdischen Grabkomplex frei, beendete seine Arbeiten jedoch, ohne nähere Gründe anzugeben.
Weiterführende Untersuchungen unternahm der italienische Archäologe Alessandro Barsanti im Jahr 1900. Er legte den vertikalen Zugangsschacht zur Grabkammer sowie einige der Seitenkorridore frei. Als Barsanti feststellte, dass offenbar keine Grabbeigaben und/oder Begräbnisspuren vorhanden waren, äußerte er gleich den Verdacht, dass die Chaba-Pyramide nie genutzt worden war. Nur wenig später, von 1910 bis 1911, untersuchten die US-amerikanischen Archäologen George Andrew Reisner und Clarence Stanley Fisher den Pyramidenbezirk und gruben dabei die nördliche und östliche Flanke der Pyramide sowie weite Teile des zugehörigen Friedhofs aus. Dabei stießen sie auf der Nordseite der Pyramide auf eine bis zum Pyramidenkern führende Breche, die vermutlich bei einer früheren Erforschung von Vyse und Perring angelegt wurde und einen Einblick in die Mauerwerksstruktur ermöglichte.
In den 1960er-Jahren untersuchten V. Maragioglio und C. A. Rinaldi auch den Pyramidenstumpf der Chaba-Pyramide eingehend.
Heute liegt die Chaba-Pyramide innerhalb eines militärischen Sperrbezirks, weswegen seit den 1960er Jahren keine umfassende Ausgrabungen mehr stattgefunden haben. Das Bauwerk ist inzwischen völlig versandet und über den Erhaltungszustand sowie architektonische Details kann nur spekuliert werden, da beides nicht überprüft werden kann.

## Zuweisung

### Datierung

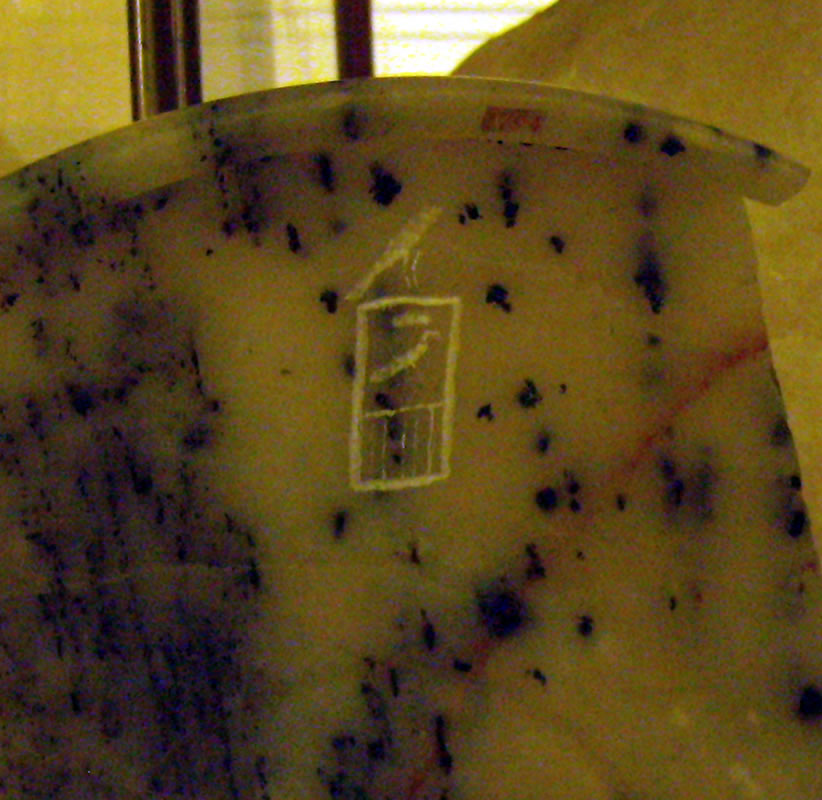
Name des Königs Chaba auf einer Steinschüssel aus der Mastaba Z500

Die Architektur und Bauweise der Chaba-Pyramide ist jener der Pyramiden der Könige Djoser und Sechemchet sehr ähnlich. Nach Ansicht von Rainer Stadelmann, Miroslav Verner und Jean-Philippe Lauer weist die Anlage sowohl architektonische Verbesserungen und Fortschritte gegenüber den Vorgängerpyramiden auf, andererseits lassen sich Vereinfachungen in Bauweise, Struktur und Komplexität erkennen. Die gesamte Anlage ist gemäß den Forschern sichtbar eine fortgeschrittene Version der Sechemchet-Pyramide. Aus diesem Grund wird die Chaba-Pyramide einstimmig in die 3. Dynastie, genauer: in die Zeitspanne zwischen den Königen Sechemchet und Snofru (Begründer der 4. Dynastie) datiert.

### Bauherr
Bislang ungeklärt bleibt die Identität des tatsächlichen Bauherren der Pyramide. Ein Großteil der heutigen Forschung weist das Bauwerk einem König namens Chaba zu, von dem bislang nur Horus- und Goldname bekannt sind. Grund für diese Zuweisung sind die Darlegungen von Rainer Stadelmann, welcher Chaba mit dem Kartuschennamen eines weiteren Herrschers gleichsetzt: Huni. Dieser König hat -gemäß wenigen, zeitgenössischen Artefakten und ramessidischen Königslisten- ebenfalls in der 3. Dynastie regiert. Laut einer dieser Quellen, dem Königspapyrus Turin, hat Huni 24 Jahre regiert und bedeutende Bauwerke hinterlassen. Nach Rainer Stadelmann passt diese Zeitspanne zu einem Bauwerk wie der Schicht-Pyramide, zumal er annimmt, dass diese fertiggestellt und als Grab genutzt worden war. Er weist zudem darauf hin, dass in einer nahegelegenen Mastaba, Mastaba Z500, Steingefäße und Tonsiegel mit dem Horusnamen von Chaba gefunden wurden. Mark Lehner erwägt spekulativ die Möglichkeit, dass Chaba auch in Mastaba Z500 statt der Pyramide bestattet worden sein könnte.

## Lage
Die Chaba-Pyramide befindet sich nahe der Nekropole von Saujet el-Arjan, etwa 6 km südöstlich von Gizeh und 7 km nordwestlich von Sakkara. Sie liegt seit etwa 1960 im Nordwest-Sektor eines Sperrbezirks des örtlichen Militärs und wird Richtung Süden hin von Bungalows gesäumt. Das Monument ruht auf einem Felsplateau knapp über dem Meeresspiegel.

## Architektur

### Graboberbau

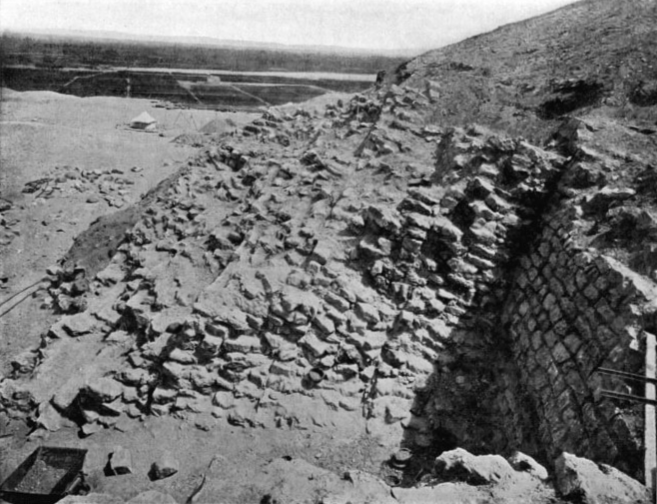
Schrägstehende Mauerwerksschichten an der Nordseite der Pyramide

Schicht-Pyramide mit Unterbau, Querschnitt (nach Reisner und Fisher)

Die Chaba-Pyramide weist eine nahezu quadratische Grundfläche von 84 × 84 m auf. Damit ist sie nur unwesentlich kleiner als die Pyramiden des Djoser und des Sechemchet. Basierend auf Vergleichen mit den Vorgängerpyramiden, nimmt Lauer an, dass sie fünf Stufen umfassen und eine Höhe von ca. 42–45 m erreichen sollte. Heute sind nur noch zwei Stufen von etwa 17 m Gesamthöhe erhalten, die unter beträchtlichen Schutthügeln begraben liegen. Der ruinöse Zustand der Pyramide erlaubt einen Blick auf den Pyramidenkern. Dessen Basismaß beträgt 11 × 11 m, er besteht aus nur grob behauenen Steinblöcken, die aus einem lokalen Felsplateau gebrochen worden waren. Der Pyramidenkern wiederum ist von einer 2,60 m breiten Schicht ebenfalls grob behauener Steinblöcke umgeben. Diese innerste Schicht ist ihrerseits von 14 weiteren Schichten gleichartigen Mauerwerks umgeben, die mit Tonmörtel zusammengehalten werden. Auch die Lehmziegelschichten sind jeweils 2,60 m breit. Alle Schichten der Pyramide neigen sich um 68° nach innen, zum Pyramidenkern hin. Nach diesem Konzept und nach beschriebener Bauweise waren alle Stufen der Pyramide angelegt. Der gesamte Graboberbau weist keinerlei Spuren einer Kalksteinverschalung auf, was von einigen Ägyptologen als Indiz dafür gedeutet wird, dass die Chaba-Pyramide unvollendet blieb. Dafür fanden sich Überreste planmäßig zusammengetragener und angehäufter Lehmziegel, die eindeutig nicht direkt mit dem Bauwerk zusammenhängen. Es wird vermutet, dass es sich hierbei um die Reste der Baurampe zur Pyramide handeln könnte.

### Grabunterbau

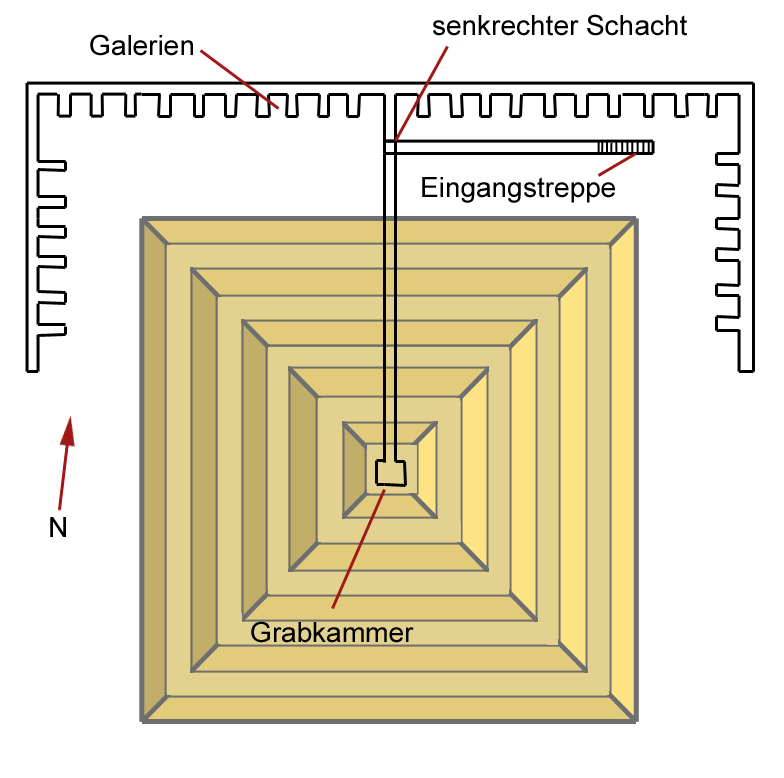
Schicht-Pyramide mit Unterbau, Vogelperspektive (nach Reisner und Fisher)

Der unterirdische Grabkomplex ähnelt in bemerkenswerter Weise dem der Sechemchet-Pyramide in Sakkara. Bereits aus diesem Grund ist sich die moderne Forschung darüber einig, dass der Bau der Chaba-Pyramide zeitlich fast oder tatsächlich unmittelbar auf den der Sechemchet-Pyramide folgte.
Der Eingang zum Untergrundkomplex liegt nahe der Nord-Ost-Ecke der Pyramide. Diese Lage ist eine Abweichung von der üblichen Positionierung an der Nordseite bei Pyramiden des alten Reichs. Die italienischen Ägyptologen Vito Maragioglio und Celeste Rinaldi vermuten, dass die Arbeiter zur Zeit der Erbauung die Nordseite der Pyramide freilassen wollten, um dort die Errichtung des Totentempels nicht zu stören. Aidan Dodson hegt Zweifel an dieser Theorie, seiner Meinung nach hatte die Auswahl der Eingangslage rein baustatische Hintergründe: die Arbeiter wollten einen Zugang zum Grabkomplex, der aufgrund des soliden Felsuntergrundes stabil und sicher sein würde. Dodson weist zudem darauf hin, dass die Überreste der Baurampe in Richtung der Nordseite zu weisen scheinen – eine Baurampe hätte allerdings die Errichtung eines Totentempels an dieser Stelle noch viel eher beeinträchtigt.
Der Eingang mündet in einer steil hinabführenden, 36 m langen Treppe, die in einen nach Westen ausgerichteten Korridor führt. Dieser endet nach etwa 26 m an einer T-förmigen Wegkreuzung mit einem vertikalen Schacht, der die aufeinander treffenden Korridore direkt mit der Erdoberfläche verbindet. Nahe der Öffnung weist der Vertikalschacht einen unvollendeten Korridor auf, welcher nach Süden hin zur Zentralachse der Pyramide führt. Das untere Ende des Vertikalschachts mündet seinerseits in einen Gang, der sowohl nach Norden, als auch nach Süden führt. In nördlicher Richtung führt der Gang in die Magazin-Galerien, welche nach Osten und Westen hin einen U-förmigen Komplex bilden. Insgesamt sind derzeit 32 Magazinräume bekannt. In südlicher Richtung hingegen führt der Hauptkorridor direkt in die Grabkammer der Chaba-Pyramide. Auf halbem Wege knickt der Gang treppenförmig nach unten ab und verjüngt sich dabei. Er ist nun so schmal, dass einige Forscher bezweifeln, dass jemals ein königlicher Sarkophag hindurch gepasst hätte. In den Aufzeichnungen von Alessandro Barsanti findet sich die Abbildung eines weiteren, unvollendeten Korridors, der auf Deckenhöhe des Treppenabsatzes wegführt. In den Grabplänen von Reisner und Fisher fehlt diese Passage jedoch. Aufgrund der derzeitigen Unzugänglichkeit der Chaba-Pyramide muss die Frage offenbleiben, welche Grabungsskizzen korrekter und damit verlässlicher sind.
Die Grabkammer der Chaba-Pyramide befindet sich exakt mittig unter dem Grabmonument in einer Tiefe von etwa 26 m. Sie hat einen rechteckigen Grundriss mit den Abmessungen 3,63 × 2,65 m und erreicht eine Deckenhöhe von etwa 3,0 m. Alle bis heute bekannten Ausgrabungsberichte stimmen darin überein, dass die Grabkammer zwar sorgfältig ausgearbeitet war und polierte Innenwände besitzt, jedoch keinerlei Spuren oder Reste eines Sarkophages, oder wenigstens irgendwelche Hinweise auf ein Begräbnis enthält. Gemäß Mark Lehner mache der unterirdische Grabkomplex den Eindruck, als hätten die Pyramidenarbeiter zu ihrer Zeit einfach mitten in ihrer Arbeit aufgehört und seien nach Hause gegangen.

### Pyramidenkomplex
Bemerkenswerterweise konnten bislang keinerlei Überreste einer Umfassungsmauer gefunden werden, wie sie für die Pyramidenkomplexe des Alten Reiches üblich waren. Es mag aber auch sein, dass die Mauern bereits früh abgetragen wurden (Steinraub), oder nie begonnen wurden, da sie meist das abschließende Element einer Grabanlage darstellten. Es wurden auch keinerlei Überreste einer Kult- oder Königinnenpyramide entdeckt. An der Ostflanke der Pyramide fanden sich spärliche Reste von Lehmziegelmauern, möglicherweise befand sich hier ein kleiner Totentempel. Knapp 200 m südwestlich liegen die Ruinen eines Bauwerks, das von manchen Archäologen und Ägyptologen als Taltempel gedeutet wird. Dies ist jedoch umstritten, da das Bauwerk eine Ost-West-Ausrichtung aufweist, was einzigartig für einen Taltempel des Alten Reiches wäre.

## Nekropole

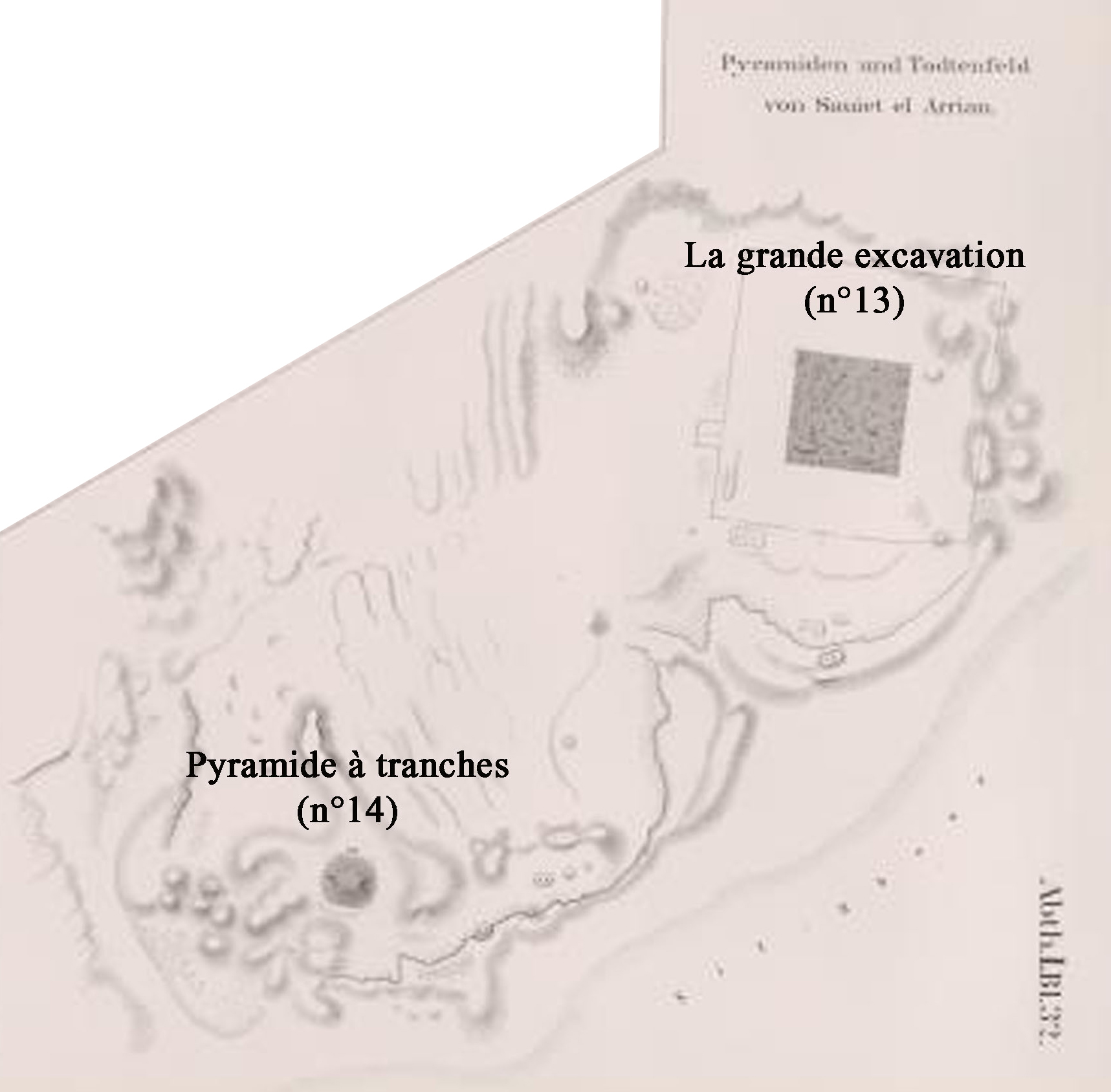
Saujet El-Arjan auf einer Karte der Lepsius-Expedition

Die Nekropole von Saujet el-Arjan, in der sich die Chaba-Pyramide befindet, beherbergt in der Mehrzahl einfache Erdbestattungen, aber auch zahlreiche Mastaba-Gräber aus der 3. Dynastie. Es handelt sich zum Teil um Mastabas von geringer Größe. Interessanterweise sind jene Gräber, die der späten 3. Dynastie zugewiesen werden können, ungleich größer. Die größten davon sind die Mastabas Z300 – Z500. Nach Reisner, Fisher und Stadelmann deutet dies darauf hin, dass in diesen Großgräbern Verwandte eines Königs bestattet worden sein müssen, oder zumindest hochrangige Höflinge. Da das größte Grabmonument, die Mastaba Z500, mehrere Steingefäße mit dem Horusnamen von König Chaba enthielt, betrachten viele Ägyptologen diesen als Grabherrn der Schicht-Pyramide, da es im Alten Reich üblich war, dass die Verwandtschaft und der Hofstaat in unmittelbarer Nähe zum Königsgrab bestattet wurde. Wenige hundert Meter nordöstlich liegt der unvollendete Grabschacht der sogenannten Baka-Pyramide aus der 4. Dynastie.